# 데이비드 클레이턴 로저스
데이비드 클레이턴 로저스(David Clayton Rogers, 1977년 10월 21일 ~ )는 미국의 배우이다.